# Formule de Hartmann
En optique, la formule de Hartmann est une relation empirique entre l'indice de réfraction et la longueur d'onde dans un milieu transparent.
La forme de cette équation est :
{\displaystyle n=n_{0}+{\frac {c}{(\lambda -\lambda _{0})^{\alpha }}}}
Où α est un coefficient adaptable, parfois amené à 1 en première approximation, dont la quantité est parfois déduite de linéarités constatées en mesure.